# Безимена (ТВ филм)
„Безимена” је југословенски ТВ филм из 1963. године. Режирао га је Иван Хетрих а сценарио је написао Маријан Матковић

## Улоге
| Глумац         | Улога |
| -------------- | ----- |
| Реља Башић     |       |
| Ервина Драгман |       |
| Емил Кутијаро  |       |
| Јован Личина   |       |
| Андреа Сарић   |       |
| Тито Строци    |       |